# Spilogona robusta
Spilogona robusta är en tvåvingeart som beskrevs av Huckett 1965. Spilogona robusta ingår i släktet Spilogona och familjen husflugor. Inga underarter finns listade i Catalogue of Life.